# Wielka Krokiew
Il Wielka Krokiew (letteralmente, in polacco: "grossa trave") è un trampolino situato a Zakopane, in Polonia.

## Storia
Inaugurato nel 1925, l'impianto ha ospitato le gare di salto con gli sci e di combinata nordica dei Campionati mondiali di sci nordico del 1929, del 1939 e del 1962 e dell'Universiade invernale del 2001, oltre a numerose tappe della Coppa del Mondo di combinata nordica e della Coppa del Mondo di salto con gli sci e a una visita di papa Giovanni Paolo II nel 1997.

## Caratteristiche
Il trampolino ha un punto K 125 (trampolino lungo HS 140); il primato ufficiale di distanza, 147, 0 m, è stato stabilito dal giapponese Yukiya Sato nel 2020.